# Вокзал Берсі

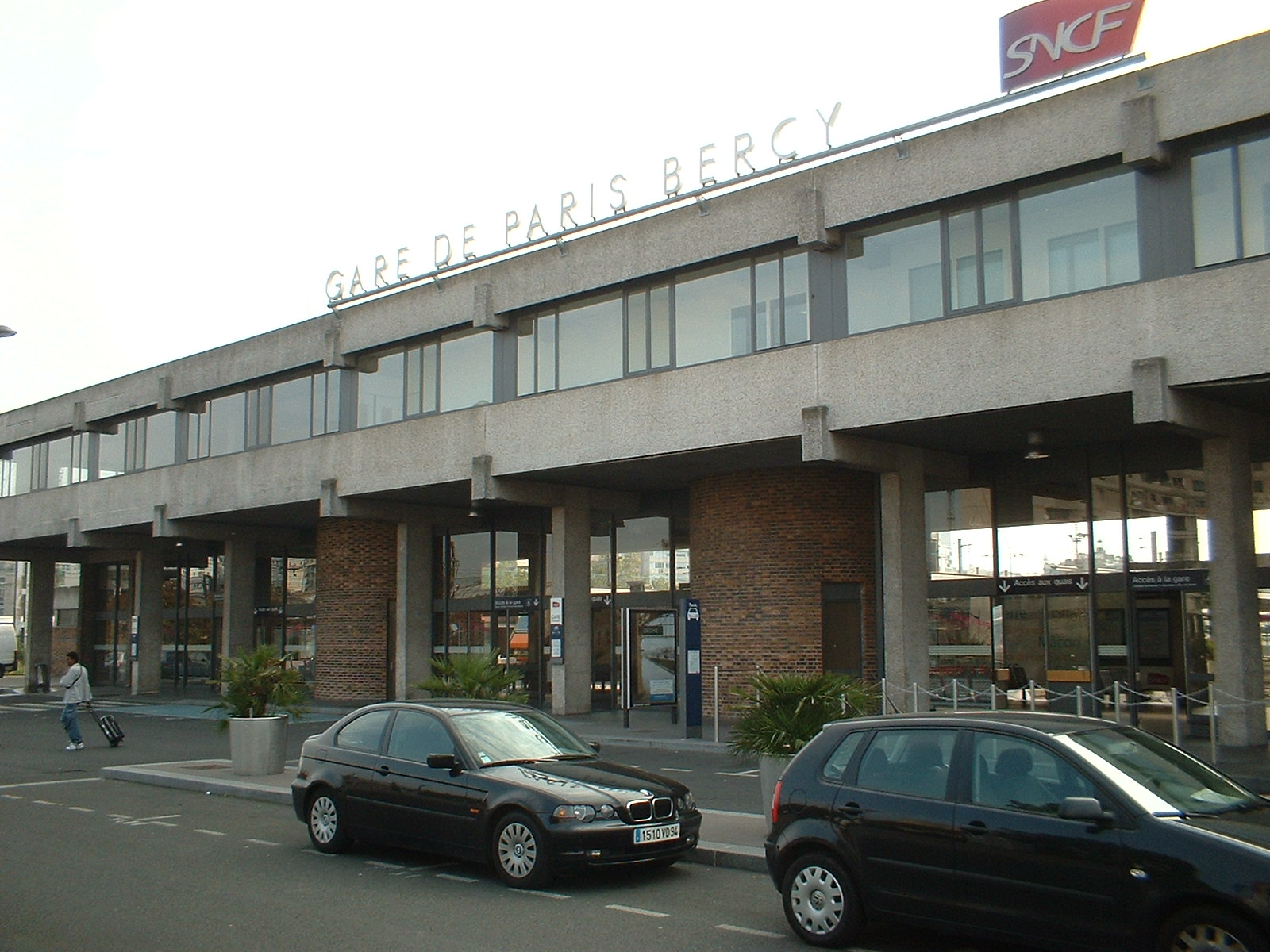
Вокзал Берсі

Вокзал Берсі (фр. Gare de Bercy) — один із залізничних вокзалів Парижа. Розташований у XII муніципальному окрузі міста неподалік від Ліонського вокзалу. Вокзал розташований поруч з концертно-спортивним комплексом «Palais Omnisports de Paris-Bercy» в Берсі.

## Рух потягів
Вокзал Берсі обслуговує переважно автопоїзди та нічні поїзди, а також регіональні поїзди TER та Transilien.
Від вокзалу Берсі йдуть поїзди TER на Авалон, Осерр та Кламсі. Автопоїзди до Ніцци й Нарбонни ходять протягом всього року, влітку курсують автопотяги до Біарріца, Женеви й Бріансона. Особливістю автопотягів є відсутність в них пасажирських вагонів, пасажири мають залишити тут свої авта, а самі вирушають в паралельному потязі з Ліонського вокзалу. Нічні поїзди курсують до Італії (Рим, Мілан, Венеція).
Вокзал пов'язаний з транспортною мережею міста лініями 6 та 14 Паризького метрополітену.